# Acrocera kaszabi
Acrocera kaszabi är en tvåvingeart som först beskrevs av Jozsef Majer 1977.  Acrocera kaszabi ingår i släktet Acrocera och familjen kulflugor.
Artens utbredningsområde är Mongoliet. Inga underarter finns listade i Catalogue of Life.